# Saltos ornamentais no Campeonato Mundial de Esportes Aquáticos de 2011 - Trampolim 3 m sincronizado feminino
A prova de trampolim 3 m sincronizado feminino dos saltos ornamentais no Campeonato Mundial de Esportes Aquáticos de 2011 foi realizada no dia 16 de julho no Shanghai Oriental Sports Center em Xangai.

## Calendário
| Fase       | Data        |
| ---------- | ----------- |
| Preliminar | 16 de julho |
| Final      | 16 de julho |

## Medalhistas
| Ouro                      | Prata                                   | Bronze                                         |
| China · Wu Minxia · He Zi | Canadá · Émilie Heymans · Jennifer Abel | Austrália · Anabelle Smith · Sharleen Stratton |

## Resultados
36 saltadoras de 18 nações participaram da prova. Para a final classificaram-se as 12 melhores nações.
| Pos.              | Saltadoras                                | Nacionalidade  | Preliminar | Preliminar | Final     | Final |
| Pos.              | Saltadoras                                | Nacionalidade  | Pontos     | Pos.       | Pontos    | Pos.  |
| ----------------- | ----------------------------------------- | -------------- | ---------- | ---------- | --------- | ----- |
| Medalha de ouro   | Wu Minxia He Zi                           | China          | 324.90     | 1          | 356.40    | 1     |
| Medalha de prata  | Émilie Heymans Jennifer Abel              | Canadá         | 275.10     | 8          | 313.50    | 2     |
| Medalha de bronze | Anabelle Smith Sharleen Stratton          | Austrália      | 285.90     | 5          | 306.90    | 3     |
| 4                 | Hanna Pysmenska Olena Fedorova            | Ucrânia        | 291.90     | 2          | 302.40    | 4     |
| 5                 | Katja Dieckow Uschi Freitag               | Alemanha       | 276.90     | 6          | 299.40    | 5     |
| 6                 | Francesca Dallapé Tania Cagnotto          | Itália         | 288.30     | 3          | 297.60    | 6     |
| 7                 | Christina Loukas Kassidy Cook             | Estados Unidos | 276.90     | 6          | 288.00    | 7     |
| 8                 | Svetlana Philippova Anastasia Pozdniakova | Rússia         | 288.12     | 4          | 282.72    | 8     |
| 9                 | Arantxa Chavez Laura Sánchez              | México         | 272.10     | 9          | 278.10    | 9     |
| 10                | Leong Mun Yee Ng Yan Yee                  | Malásia        | 254.40     | 11         | 264.60    | 10    |
| 11                | Fanny Bouvet Marion Farissier             | França         | 255.84     | 10         | 254.10    | 11    |
| 12                | Lo I Teng Choi Sut Ian                    | Macau          | 253.62     | 12         | 249.60    | 12    |
| 16.5              | H09.5                                     |                |            |            | 00:55.635 | O     |
| 13                | Mai Nakagawa Sayaka Shibusawa             | Japão          | 247.80     | 13         |           |       |
| 14                | Flora Gondos Zsofia Reisinger             | Hungria        | 241.38     | 14         |           |       |
| 15                | Alicia Blagg Rebecca Gallantree           | Reino Unido    | 239.40     | 15         |           |       |
| 16                | Eleni Katsouli Iouliana Banousi           | Grécia         | 235.23     | 16         |           |       |
| 17                | Jennifer Benitez Leyre Eizaguirre         | Espanha        | 235.14     | 17         |           |       |
| 18                | Ngai Ho Wing Chan Sharon                  | Hong Kong      | 192.18     | 18         |           |       |